# Klucz do apokalipsy
Klucz do Apokalipsy (Revelation) – brytyjski film fantasy z elementami horroru z 2001 w reżyserii Stuarta Urbana. Fabuła filmu skupiona jest na poszukiwaniu starożytnego artefaktu Loculusa.

## Obsada
- Terence Stamp – Magnus Martel
- James D’Arcy – Jake Martel
- Natasha Wightman – Mira
- Udo Kier – Wielki Pan
- Liam Cunningham – Ojciec Ray Connolly
- Heathcote Williams – Turysta
- Derek Jacobi – Bibliotekarz
- Pip Torrens – Profesor Claxton
- Alan Talbot – Kierowca Limuzyny
- Benjamin Feitelson – Przewodnik wycieczki